# Dawson-Lambton-Gletscher
Der Dawson-Lambton-Gletscher (im Vereinigten Königreich zwischen 1980 und 1987 Dawson Lambton Icestream, in Argentinien Glaciar Buenos Aires) ist ein stark zerfurchter Gletscher im ostantarktischen Coatsland. An der Luitpold-Küste mündet er unmittelbar westlich des Brunt-Schelfeises in den südöstlichen Abschnitt des Weddell-Meers.
Teilnehmer der Endurance-Expedition (1914–1917) unter der Leitung des britischen Polarforschers Ernest Shackleton entdeckten den Gletscher im Januar 1915. Shackleton benannte ihn nach Elizabeth Dawson-Lambton (1836–unbekannt), eine Sponsorin dieser und Shackletons Nimrod-Expedition (1907–1909). Argentinische Wissenschaftler benannten ihn dagegen nach Buenos Aires, der Hauptstadt Argentiniens.